# NGC 2032
NGC 2032 (còn được gọi là ESO 56-EN160 và Tinh vân Seagull) là một tinh vân phát xạ trong chòm sao Dorado và gần supershell LMC-4  và nó bao gồm NGC 2029, NGC 2035 và NGC 2040. Nó được James Dunlop phát hiện lần đầu tiên vào ngày 27 tháng 9 năm 1826 và John Herschel đã điều chỉnh lại nó vào ngày 2 tháng 11 năm 1834. NGC 2032 nằm trong Đám mây Magellan Lớn.